# برونو بيسكي
برونو بيسكي (بالإسبانية: Bruno Pesce)‏ هو لاعب كرة قدم تشيلي في مركز الدفاع، ولد في 15 يناير 1979 في سانتياغو في تشيلي. شارك مع منتخب فلسطين لكرة القدم. أما مع النوادي، فقد لعب مع نادي أونيفرسيداد كاتوليكا ونادي كوكيمبو أونيدو.

## وصلات خارجية
- برونو بيسكي على موقع الاتحاد الدولي (مؤرشف)  (الإنجليزية)
- برونو بيسكي على موقع قاعدة بيانات كرة القدم.إي يو (الإنجليزية)
- برونو بيسكي على موقع ناشيونال فوتبول تيمز (الإنجليزية)
- برونو بيسكي على موقع Soccerway.com (الإنجليزية)